# Hypenopsis dioda
Hypenopsis dioda là một loài bướm đêm trong họ Erebidae.